# Derde feministische golf
De derde feministische golf is de opleving van een hernieuwde vorm van feminisme vanaf het midden van de jaren 1990 waarbij zelf-ontplooiing, keuzemogelijkheden en discriminerende gebruiken uit nieuwe culturen op de voorgrond staan.
De term derde feministische golf wordt gebruikt in de Verenigde Staten vanaf de jaren 1990. De eerste feministische golf (eind negentiende eeuw/begin twintigste eeuw) en de tweede feministische golf bewerkstelligden veel veranderingen waarvan latere generaties profiteerden; zoals vrouwenkiesrecht, recht op onderwijs, deelname aan betaalde arbeid, seksuele bevrijding. De feministen van de derde feministische golf bouwen voort op de ideeën en theoretische analyses van de tweede feministische golf; soms vanuit het gevoel dat de verworvenheden van de eerdere feministische golven als vanzelfsprekend en voltooid worden ervaren. Deze derde golf onderscheidt zich van de twee eerdere door nieuwe methoden, andere doelen en het vinden van een gebalanceerde omgang met diversiteit binnen de maatschappij en het feminisme.
In hun inleiding op het idee van een derde feministische golf in hun boek ManifestA suggereren auteurs, Jennifer Baumgardner en Amy Richards dat feminisme kan veranderen met iedere generatie en ook individugebonden varieert:
We're not doing feminism the same way that the seventies feminists did it; being liberated doesn't mean copying what came before but finding one's own way-- a way that is genuine to one's own generation.
(Vrije vertaling: Actief feminisme is voor ons anders dan voor de feministen van de jaren zeventig. Bevrijd zijn betekent niet kopiëren wat er al was, maar je eigen weg vinden - een weg die bij je eigen generatie past.)